# VESA 로컬 버스

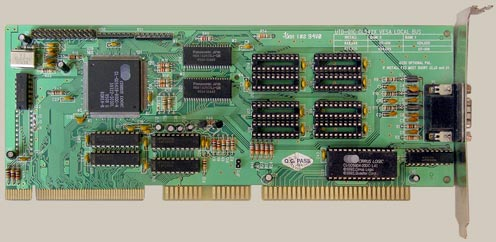
SVGA VLB 카드

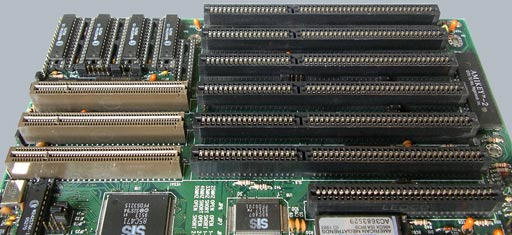
메인보드 위의 VLB 및 ISA 슬롯

VESA 로컬 버스(VESA Local Bus, VL-Bus, VLB)는 1992년 8월 비디오 일렉트로닉스 표준 협회(VESA)에서 책정한, i486 프로세서 IBM PC 호환의 로컬 버스 규격이다.
VESA 로컬 버스는 ISA 버스 밑에 MCA 단자를 추가하고 거기에 i486의 메모리 버스를 바로 연결하는 구조로 ISA 버스가 포트 맵 입출력(port-mapped I/O)과 인터럽트를 MCA 단자 부분이 메모리 맵 입출력(memory-mapped I/O)과 DMA를 담당한다.
VLB 슬롯은 ISA 슬롯의 확장으로 VLB 카드와 ISA 카드 둘 다 장착하여 사용할 수 있으며 그래픽 카드, SCSI 카드, 다중 입출력 카드(IDE 컨트롤러) 등이 출시되었다.
VESA 로컬 버스는 ISA 버스의 제한된 속도를 보완하고자 임시 방편으로 설계된 것으로 몇 가지 문제점이 있었다.
- i486 의존적이다.: VESA 로컬 버스는 i486의 메모리 버스를 그대로 이용하고 있기 때문에 x86 밖의 다른 아키텍처에 구현하는 것은 거의 불가능했다. 몇몇의 펜티엄 기판에도 탑재되어 있지만 버스 변환 브릿지를 거치기 때문에 본래의 성능은 발휘할 수 없었다.
- 사용할 수 있는 슬롯 수가 적다.: i486 메모리 버스에 바로 연결되어 있어 배선을 많이 늘릴 수 없고 FSB에도 영향을 받아 25MHz에서는 3개, 33MHz 2개, 50MHz는 1개의 슬롯만을 사용할 수 있었다.
- 신뢰성이 낮다.: 단거리로 신뢰성이 높은 메모리 버스를 그대로 끌어 낸 구조이기 때문에 오류 검출/정정 기능, 재송신 기능 등이 존재하지 않는다. 그렇기 때문에 노이즈 대책 등이 부족한 저가형 기판의 VLB에 하드 디스크 컨트롤러같은 기기를 사용할 경우 데이터 오류가 일어날 가능성이 있다.
- 설치성이 나쁘다.: ISA 버스에 MCA 단자를 추가한 구조이므로 VLB 카드의 길이가 매우 길고 슬롯과의 접촉면이 넓어 장착, 탈착이 나빠 메인보드나 카드가 손상되는 경우도 있었다.

VESA 로컬 버스는 i486 보드에서 흔히 사용되었으나 나중에 PCI 버스로 교체되었다.

## 기술 자료
| VESA 로컬 버스 | |
| 버스 폭        | 32 비트 |
| 핀 수          | 112 |
| Vcc            | +5V |
| 클럭           | 486SX-25: 25 MHz 486DX2-50: 25 MHz 486DX-33: 33 MHz 486DX2-66: 33 MHz 486DX4-100: 33 MHz 486DX-40: 40 MHz 486DX2-80: 40 MHz 486DX4-120: 40 MHz 486DX-50: 50 MHz (비표준 클럭) |

## 같이 보기
- ISA 버스
- 마이크로채널 아키텍처
- 확장 ISA 버스
- PCI 버스
- 가속 그래픽 포트 (AGP)
- PCI 익스프레스 (PCIe)